# Los últimos héroes
Los últimos héroes é um álbum de estúdio da boy band porto-riquenha Menudo, lançado em 1989, pela gravadora Melody. O álbum foi produzido e gravado em Caracas, na Venezuela, por Willie Croes (produtor e marido da cantora brasileira Elisa Rego). Faziam parte da formação do grupo os integrantes: Sergio Gonzalez, Rubén Gómez, Angelo García, Robert Avellanet, e o novo membro Rawy Torres, que substituiu Ricky Martin.

## Divulgação
Como forma de divulgação o grupo iniciou uma extensa turnê que teve 40 shows nos Estados Unidos e em vários outros países da América do Sul. Em 1989, o concerto realizado em Caracas foi lançado em VHS. As gravações aconteceram no El Poliedro De Caracas durante os dias 28 e 29 (sábado e domingo) de outubro de 1989.
O título do álbum foi revivido anos depois, quando o grupo se reuniu em uma série de concertos  em Porto Rico e em outros países da América Latina, em 2002 e 2005. Este foi o último álbum com a presença de Angelo García, que deixou o grupo aos 13 anos, sendo substituído por César Abreu, que tinha 12 anos de idade na época.

## Desempenho comercial
O sucesso comercial do álbum foi significativo, nos Estados Unidos vendeu 40 mil cópias, na Venezuela foi certificado como disco de platina. O êxito fez com que o trabalho servisse de inspiração para uma minissérie de telenovela homônima, que trouxe o futuro membro Jonathan Montenegro no elenco. Em 2022, a versão digital do álbum atingiu a posição de número seis na Nova Zelândia, na parada musical da Apple Music. Em 2025, a mesma versão atingiu a trigésima-quarta posição na tabela iTunes Chart da Espanha.

## Lista de faixas
- Créditos adaptados do LP Los últimos héroes, de 1989.[10]

| N.º | Título                 | Compositor(es)         | Cantor(es)       | Duração |  |
| 1.  | "Los últimos héroes"   | Carlos Lara            | Sergio Gonzalez  | 3:46    |  |
| 2.  | "Sin tu amor"          | Juan Carlos Pérez Soto | Ruben Gomez      | 3:54    |  |
| 3.  | "Por primera vez"      | Fernando Osorio        | Rawy Torres      | 3:17    |  |
| 4.  | "Qué pena"             | Fernando Osorio        | Robert Avellanet | 3:36    |  |
| 5.  | "Giro"                 | Juan Carlos Pérez Soto | Angelo Garcia    | 4:42    |  |
| 6.  | "Viejos amigos"        | Carlos Lara            | Rawy Torres      | 3:57    |  |
| 7.  | "Ahora sé"             | Fernando Osorio        | Robert Avellanet | 3:14    |  |
| 8.  | "Déjenme pasar"        | Fernando Osorio        | Sergio Gonzalez  | 3:42    |  |
| 9.  | "No volverá a ocurrir" | Jesús Monarrez         | Angelo Garcia    | 3:04    |  |
| 10. | "Ven y enséñame"       | Fernando Osorio        | Ruben Gomez      | 3:25    |  |

## Tabelas

### Tabelas semanais
| Tabela musical (2022-2025)        | Melhor posição |
| --------------------------------- | -------------- |
| Espanha (iTunes Chart)            | 34             |
| Nova Zelândia (Apple Music Chart) | 6              |

## Certificações e vendas
| Região         | Certificação | Vendas  |
| -------------- | ------------ | ------- |
| Estados Unidos | —            | 40,000  |
| Venezuela      | Platina      | 100,000 |